# 小行星1399
小行星1399（1399 Teneriffa）是一颗围绕太阳公转的小行星。1936年8月23日，卡爾·威廉·萊茵姆特在海德堡发现了此天体。
該小行星以西班牙的特內里費島命名。
这颗小行星的绝对星等为223.87383等。